# Insolentipalpus phaeocrota
Insolentipalpus phaeocrota là một loài bướm đêm trong họ Noctuidae.